# Zsidó naptár
A zsidó (héber) naptár (héberül lúah, לוח), más néven zsinagógai naptár ma is használt formája II. Hillél fejedelem idején, időszámításunk szerint 359 körül alakult ki. Izrael Állam hivatalos naptára. Őse a babilóniai naptár volt.

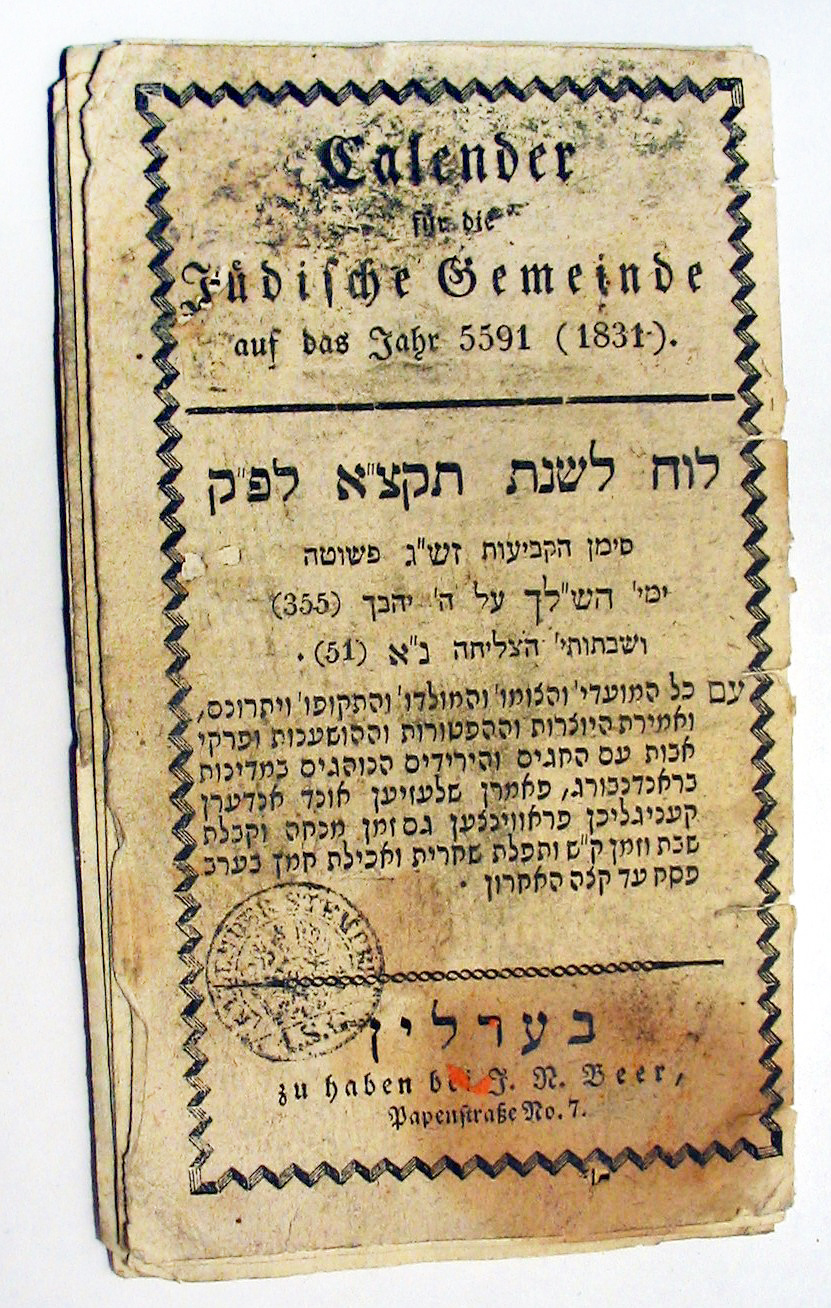
Zsidó naptár

A zsidó naptár egyszerre nap-naptár és holdnaptár is. Hónapjai a holdciklushoz igazodnak.
2024. október 2-án napnyugtakor kezdődött a zsidó naptár 5785-ös éve, és ez 2025. szeptember 22-én napnyugtakor ér véget.

## Átszámítás
A zsidó időszámítás kezdete 1. tisri 1., ami a keresztény időszámítás szerint Kr. e. 3761. október 7., vasárnap. (Ezt az időpontot a héber hittudósok számították ki az Ószövetség alapján.)
A zsidó év hossza változó, de az évek átlagos hossza a Gergely-naptár éveinek hosszával közel azonos (lévén a zsidó év is a tropikus évhez igazodik), ezért a két időszámítás közötti váltást viszonylag könnyen elvégezhetjük. A Gergely-naptári évet a zsidó évből 3760 levonásával kapjuk meg. Tisri hónap elsejétől december 31-éig még egyet kell kivonni a zsidó évszámból.

### Példa
5765. áv 29.
Áv hónap tisri előtt van, de január után, ezért az évből 3760-at kell levonni.
5765 – 3760 = 2005

### 2. példa
2005. szeptember 3.
2005-ben tisri október 4-ére esik, tehát előtte vagyunk
2005 + 3760 = 5765

## A hét napjai
| héber név | magyar kiejtés | jelentés     | magyar név |
| יום ראשון | jóm risón      | első nap     | vasárnap   |
| יום שני   | jóm séní       | második nap  | hétfő      |
| יום שלישי | jóm slísí      | harmadik nap | kedd       |
| יום רביעי | jóm revíí      | negyedik nap | szerda     |
| יום חמישי | jóm chamísí    | ötödik nap   | csütörtök  |
| יום שישי  | jóm sissí      | hatodik nap  | péntek     |
| שבת       | (jóm ha)sabbát | szombat(nap) | szombat    |

Természetesen a zsidó hét is hét napból áll, de ellentétben más időszámításokkal a napok napnyugtakor kezdődnek, tehát például pénteken napnyugtakor szombat van. A napok vége az első három csillag megjelenésekor van, tehát az egymást követő napok átlapolódnak.
A hét kezdőnapja a vasárnap és zárónapja a szombat, bár egyes állítások szerint a kezdete és vége is a szombat, vagyis a nyugalomnap. A szombat kultusza olyan mértékű, hogy néha a pénteket is csak a szombat előnapjaként nevezik (erev sábát).
A napokat sorszámnévvel nevezik meg a Teremtés könyve alapján, így nincs is más nevük, csak a szombatnak, amely az egyedüli pihenőnap. Tehát az első naptól (vasárnaptól) kezdve a hatodik (pénteki) napig munkanapok vannak, aztán a hetedik napon, aki teheti, távol tartja magát a munkától. Ez egyébként vallásos körökben szigorú előírás is.

## A zsidó hónapok
A hónapok holdhónapok, tehát újholdtól újholdig tartanak. A hónapok hossza 29 vagy 30 nap, az évnek megfelelően. A hónapokat babilóniai eredetű neveken nevezik:
| héber név | magyar név           | napok száma | megjegyzés                                                                                 |
| --------- | -------------------- | ----------- | ------------------------------------------------------------------------------------------ |
| ניסן      | niszán (níszán)      | 30          |                                                                                            |
| אייר      | ijjár                | 29          |                                                                                            |
| סיון      | sziván (szíván)      | 30          |                                                                                            |
| תמוז      | tammuz (tammúz)      | 29          |                                                                                            |
| אב        | áv                   | 30          |                                                                                            |
| אלול      | elúl                 | 29          |                                                                                            |
| תשרי      | tisrí                | 30          |                                                                                            |
| חשון      | (mar)hesván          | 29/30       | marhesvánnak (keserű Hesván) is nevezik, (מרחשון), mert ebben a hónapban nincs zsidó ünnep |
| כסלו      | kiszlév              | 29/30       |                                                                                            |
| טבת       | tévét                | 29          |                                                                                            |
| שבט       | svát (sevát)         | 30          |                                                                                            |
| אדר ראשון | ádár risón (adár r.) | 30          | első ádár, csak szökőévben                                                                 |
| אדר       | ádár (adár)          | 29          | ádár neve rendes évben                                                                     |
| אדר שני   | ádár séni (adár s)   | 29          | második ádár, ádár neve szökőévben                                                         |

## A zsidó évek
A zsidó időszámítás szerint hatféle hosszúságú év létezik:
- normális évek
  - hiányos év (353 napos) – a hesván és a kiszlév hónap is 29 napos
  - sorrendje szerinti év (354 napos) – a hesván 30, a kiszlév hónap 29 napos
  - teljes év (355 napos) – a hesván és a kiszlév hónap is 30 napos
- szökőévek
  - hiányos szökőév (383 napos) – a hesván és a kiszlév hónap is 29 napos
  - sorrendje szerinti szökőév (384 napos) – a hesván 30, a kiszlév hónap 29 napos
  - teljes szökőév (385 napos) – a hesván és a kiszlév hónap is 30 napos

Erre azért van szükség, mert bizonyos ünnepek csak a hét bizonyos napjaira eshetnek. Mivel az évek nem párhuzamosak a Gergely-naptár éveivel, a zsidó ünnepek nem esnek mindig ugyanarra a Gergely-naptári napra, akár harminc nap eltérés is lehet a kettő között.

## A zsidó évszámok
A betűk és értékeik
| Alef  | 1 | א | Tet     | 9  | ט   | Ajin    | 70  | ע   |
| Bét   | 2 | ב | Jod     | 10 | י   | Pe      | 80  | ף פ |
| Gimel | 3 | ג | Kaf     | 20 | ך כ | Cáde    | 90  | ץ צ |
| Dálet | 4 | ד | Lámed   | 30 | ל   | Qóf (q) | 100 | ק   |
| Hé    | 5 | ה | Mem     | 40 | ם מ | Res     | 200 | ר   |
| Váv   | 6 | ו | Nún     | 50 | ן נ | Sín     | 300 | ש   |
| Zajin | 7 | ז | Számech | 60 | ס   | Táv     | 400 | ת   |
| Chet  | 8 | ח |         |    |     |         |     |     |

A zsidó hagyomány szerint az évszámokat betűkkel írják le, de az ezres helyi érték elhagyásával, tehát 5765 helyett csak 765-öt írnak (kis időszámítás). A számokat a betűk értékeinek összeadásával képzik.
5765 tehát 765 = תשס"ה.

## A zsidó újévek
„Négy újesztendő van. Niszán (az első tavaszi hónap) elseje a királyok és az ünnepek újéve, elul (az utolsó nyári hónap) elseje a tizedek újéve, tisri (az első őszi hónap) elsején minden világra jött lélek (minden élő) elvonul Előtte, mint a sorozásra váró katonák, s (végül) svát hónap elsején, mások szerint 15-én van a fák újéve.” – Talmud

## Ciklusok
A zsidó naptár évei 19 éves ciklusokat alkotnak, melyekben tizenkét normális és hét szökőév van. Egy ciklusban összesen 235 hónap van, ez pedig 6939, 6940, 6941 vagy 6942 nap.
Tizenhárom ciklus alkot egy iggult, amely 247 évig tart (3055 hónap). Minden iggulban azonos sorrendben követik egymást az évek.

## Ünnepek
A naptárat nagy mértékben befolyásolják az ünnepek, ugyanis egyes ünnepek csak a hét bizonyos napjaira eshetnek. (Érdekességképpen megemlíthető, hogy a régi szabályzás szerint a jeruzsálemi idő szerint kellett az egész zsidóságnak megtartania az ünnepeket. Mivel még nem volt korszerű a távközlés, az ünnep kezdetének híre sokszor nem juthatott el időben a távoli helyekre, ezért egyes ünnepeket két napig lehetett megtartani, mint például a ros hásánát.)

## Ünnepi évek

### Szombatév
A zsidó naptár minden hetedik éve szombatév. Ezekben az években a földeket pihentették, valamint adósságokat engedtek el a történelem során (Lev/3Móz 25,1-6).

### Jóbel-év
Minden hetedik szombatévet egy Jóbel-év követett, vagyis minden ötvenedik év volt Jóbel-év. Ezek az évek szabadulást jelentettek a rabszolgák részére, ekkor térhettek haza a száműzöttek és az elkobzott, vagy kisajátított ingatlanok visszakerültek eredeti tulajdonosaikhoz. (Lev/3Móz 25,8-55)